# Alemão zipser
O zipser Alemão (alemão: Zipserisch, Zipserdeutsch, húngaro: szepességi szász nyelv ou cipszer nyelv) é um dialeto germânico que se desenvolveu na região dos Zips superiores do que hoje é a Eslováquia, entre as pessoas que se estabeleceram lá do centro da Alemanha no início do século XIII.  O Lower Zips era habitado por outros alemães centrais que falavam um dialeto semelhante chamado "Gründlerisch", que é considerado a mesma língua.  Começando pelo menos no século XVIII, muitos zipsers migraram para o norte da Romênia, incluindo a Bucovina ao sul,   onde vários outros dialetos germânicos também eram falados.  Com o tempo, a fala dos Zipsers na Romênia foi fortemente influenciada por pessoas da Alta Áustria que se estabeleceram entre eles e foram, por fim, assimiladas pela comunidade étnica Zipser.   Durante e após a Segunda Guerra Mundial, a maioria dos Zipsers evacuou ou foi expulsa para a Alemanha, mas uma comunidade de falantes permanece em Hopgarten ; seu dialeto distinto é chamado de "Outzäpsersch" (alemão: "Altzipserisch", literalmente "Antigo Zipserish"). 

## Diferenças dialetais
O dialeto falado na Bukovina, de origem Gründlerisch, foi caracterizado pela mudança do original (Alto-alemão médio) / v / para / b / e do original / b / para / p /.   O dialeto de Hopgarten muda distintamente o alemão alto médio / l /, em todas as posições, para 'u'. 